# 剑浮沙
剑浮沙是印度列国时代的十六雄国之一，又译为甘菩遮国。该国位于印度次大陆的最西面。《佛光大辭典》稱或謂此國首都在多门城（梵語：、Dvāravatī）。
其统治阶级原本是一个刹帝利种姓，梵文和巴利文文獻經常提到。他们是说伊朗语的雅利安人部落，在公元前二至公元五世纪跟塞种入侵印度，並控制各王国（他们有时也被认为是塞人王室）。